# Sigmundur Davíð Gunnlaugsson
Sigmundur Davíð Gunnlaugsson (Reykjavík, 12 marzo 1975) è un politico islandese. Ha ricoperto la carica Primo ministro dell'Islanda dal 23 maggio 2013 al 5 aprile 2016, giorno in cui si è dimesso a seguito di imponenti manifestazioni di piazza, in quanto coinvolto nello scandalo Panama Papers. Dai documenti emersi, il premier sarebbe stato collegato ad una società offshore, nella quale avrebbe avuto interessi non dichiarati. La moglie di Sigmundur si sarebbe servita di tali società per investire milioni di dollari.

## Biografia
Suo padre è Gunnlaugur Magnús Sigmundsson, deputato dell'Althing ed ex amministratore delegato della compagnia aerea Icelandair. Trascorre parte della sua infanzia a Washington, all'epoca in cui suo padre, tra il 1982 e il 1985, lavora per la Banca Mondiale.
Dopo aver completato le scuole superiori, a partire dal 1995 studia Scienze economiche e politiche presso l'Università d'Islanda. Compie parte dei suoi studi tra Copenaghen e Mosca; ottiene infine un dottorato in scienze politiche presso l'Università di Oxford.
Nel 2000 inizia a lavorare come giornalista part-time per l'ente radiotelevisivo di stato.
Il 18 gennaio 2009 è stato eletto presidente del Partito Progressista con il 40,9% dei voti, battendo Höskuldur Þórhallsson, fermatosi al 37,9%.

### Primo ministro
Nel 2013 è stato nominato primo ministro a seguito della vittoria del Partito progressista e del Partito dell'Indipendenza alle elezioni parlamentari del 2013, che sostengono il suo governo. È diventato così il più giovane Primo ministro della storia islandese e il più giovane premier eletto democraticamente al mondo (il più giovane leader del mondo è infatti il dittatore della Corea del Nord Kim Jong-un).
Il suo governo ha stabilito di tenere un referendum sull'argomento della prosecuzione dei negoziati d'adesione all'Unione europea. e il 22 agosto 2013 ha ufficialmente sciolto il comitato per i negoziati di adesione.
Il 13 marzo 2015 ha comunicato il ritiro della domanda di adesione all'Unione Europea. A seguito di tale atto, ritenuto da alcuni costituzionali islandesi privo di effetti, perché reso in assenza del sostegno dell'Althing, l'opposizione ha organizzato un partecipato corteo di protesta a Reykjavík volto a denunciare che la sospensione dei negoziati è stata decisa senza consultare il parlamento che nel 2009 aveva votato a favore dell'entrata nell'Unione.
Sigmundur spinse per una maggiore cooperazione tra i Paesi nordici e quelli baltici in un articolo del 2014, attraverso istituzioni come il Consiglio del mar Baltico, il Consiglio Euro-Artico, la Dimensione settentrionale ed il Consiglio artico.
Coinvolto all'inizio del 2016 nello scandalo Panama Papers,  si dimette da primo ministro il 5 aprile (ma rimane a capo del partito) dopo le proteste in piazza contro di lui.. Anche con un petizione on line sono chieste le sue dimissioni.. Il 6 aprile, all'indomani delle dimissioni, i due partiti della coalizione decidono di convocare elezioni anticipate in autunno e di nominare come nuovo primo ministro Sigurður Ingi Jóhannsson, fino a quel momento ministro dell'agricoltura..
Nell'ottobre 2016 si tiene il congresso del Partito Progressista. Sigmundur è sconfitto nell'elezione della presidenza del partito da Sigurður Ingi Jóhannsson, che ottiene il 52,7% dei voti contro il 46,8%..  Alla fine del 2018, è coinvolto in una nuova vicenda: la registrazione di 6 deputati, incluso lui, che fanno commenti sessisti in un bar di Reykjavik.